# Ofelia Uribe de Acosta
Ofelia Uribe de Acosta (* 22. Dezember 1900 in Oiba, Kolumbien; † 4. August 1988 in Bogotá) war eine kolumbianische Suffragette und Politikerin.

## Leben
Ofelia Uribe wuchs mit fünf jüngeren Brüdern auf. Sie wurde liberal erzogen und hatte deshalb Schwierigkeiten eine Anstellung zu erhalten. In Simacota unterrichtete sie als Grundschullehrerin und eröffnete mit der Unterstützung ihrer Mutter eine eigene Schule, die sie aber aufgrund mangelnder wirtschaftlicher Mittel schließen musste. Ihre Familie zog 1924 nach Chiquinquirá und später nach Miraflores (Boyacá). Dort traf Uribe ihren Ehemann, den Anwalt Guillermo Acosta, der das Richteramt in San Gil (Santander) übernahm. Sie wurde seine Assistentin und nutzte die Gelegenheit, ihre juristischen Kenntnisse zu verbessern.
Uribe de Acosta bekam zwei Töchter. Für deren Bildung setzte sich für die Öffnung eines Zweiges für Mädchen am Colegio Boyacá ein. Im Rundfunk engagierte sie sich für Frauenrechte in ihrer Sendung La hora feminista (Feministische Stunde). Uribe de Acosta nahm 1930 als Delegierte des Gouverneurs von Boyacá beim IV. Internationalen Frauenkongress teil. Sie wurde 1944 Gründerin und Herausgeberin der Monatszeitschrift Agitation Femenina und 1955 der Zeitung Verdad (Wahrheit). Schließlich wurde sie im Movimiento Revolucionario Liberal politisch tätig.
Als Vertreterin der amerikanischen Frauenbewegung widmete Judy Chicago ihr eine Inschrift auf den dreieckigen Bodenfliesen des Heritage Floor der 1974 bis 1979 entstandenen Installation The Dinner Party. Die mit dem Namen Ojelia Uribe de Acosta (sic!) beschrifteten Porzellanfliesen sind dem Platz mit dem Gedeck für die Indianerin Sacajawea zugeordnet.